# Дентер Ромулий
Дентер Ромулий (лат. Denter Romulius) — политический деятель времен Царского Рима (VIII век до н. э.).
По-видимому, первый назначенный на должность Custos Urbis. Согласно Тациту, Ромул избрал себе заместителем Дентера Ромулия, «дабы в городе не было безначалия».
Однако более подробных сведений о нем не сохранилось, занимаемая должность — это единственное, что о нем известно.
Итальянский математик Джузеппе Барилли утверждал, что Дентер Ромулий был возлюбленным Реи Сильвии и настоящим отцом Ромула. Также, Дентер Ромулий основал тайную организацию — Братство, члены которого, якобы, рассказали всё это Джузеппе. 